# Finnstar
Il Finnstar è un traghetto appartenente alla compagnia di navigazione finlandese Finnlines.

## Servizio
Varato il 1º agosto 2005 nel cantiere navale Fincantieri di Castellammare di Stabia con il nome di Finnstar e consegnato il 27 luglio 2006 alla Finnlines, giunge il 5 agosto per la prima volta a Travemünde. Il giorno successivo prende servizio nei collegamenti tra il porto tedesco ed Helsinki.
Il 27 novembre 2008 entra in collisione con il compagno di flotta Finntrader a Travemünde.
Dal 2 giugno 2009 esegue saltuariamente anche uno scalo intermedio a Gdynia.
Nell'ottobre del 2009 viene trasferito nei collegamenti tra Travemünde, Rostock, Gdynia ed Helsinki.
Il 1º ottobre 2012 torna in servizio solo nei collegamenti tra Helsinki e Travemünde.

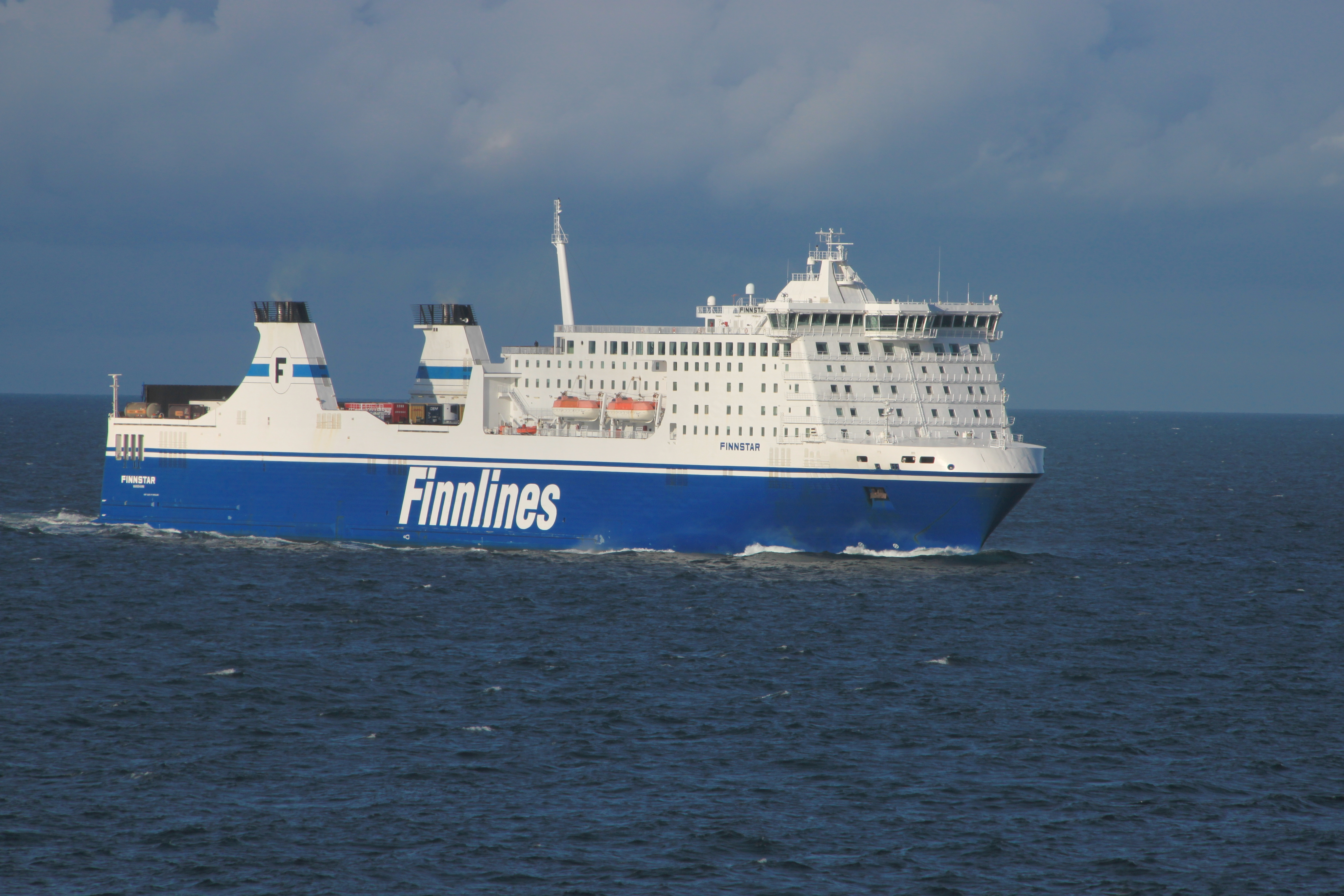
Il Finnstar in navigazione nel 2017.

Dal 26 al 28 novembre 2019 opera nei collegamenti tra Malmö e Travemünde. Il giorno successivo torna a scalare nella capitale finlandese.
Dal 19 al 23 aprile 2022 torna ad operare nei collegamenti tra Malmö e Travemünde. Successivamente fa ritorno sulla proprio rotta, dove opera tutt'oggi in coppia con i gemelli Finnlady e Finnmaid.

## Navi gemelle
- Finnlady
- Finnmaid
- Europalink
- Finnswan (ex Nordlink)